# Gisinianus flammeolus
Gisinianus flammeolus is een springstaartensoort uit de familie van de Katiannidae. De wetenschappelijke naam van de soort is voor het eerst geldig gepubliceerd in 1957 door Gisin.